# Rut Carballido Lopez
Pour les articles homonymes, voir Lopez.
Rut Carballido Lopez est une microbiologiste d'origine espagnole. 

## Biographie
Elle dirige l’équipe développement des cellules procaryotes à l'Institut Micalis, une unité mixte de recherche associant l'INRA et AgroParisTech. Elle est membre de l'Organisation européenne de biologie moléculaire. Elle a reçu le prix Irène-Joliot-Curie jeune femme scientifique en 2015 pour ses travaux sur les rôles des actines bactériennes dans différents processus cellulaires, notamment dans la morphogenèse, pour mieux comprendre comment la paroi des bactéries est contrôlée et quel est le rôle du cytosquelette dans ce processus,

## Publications
(en) Rut Carballido-López, « The Bacterial Actin-Like Cytoskeleton », Microbiology and Molecular Biology Reviews, vol. 70, no 4,‎ 1er décembre 2006, p. 888-909 (DOI 10.1128/MMBR.00014-06)